# Tour Down Under 2016
Santos Tour Down Under 2016 va fi cea de a 18-a ediție a concursului pe etape Tour Down Under. Va avea loc în perioada 16-24 ianuarie 2016 și va fi prima cursă din UCI World Tour 2016.

## Etapele programate
| Etapa | Dată   | Start – Sosire                          | type               | Distanță (km) | Câștigător    | Liderul global |
| ----- | ------ | --------------------------------------- | ------------------ | ------------- | ------------- | -------------- |
| 1     | 19 ian | Prospect – Lyndoch                      | etapă de plat      | 130,8         | Caleb Ewan    | Caleb Ewan     |
| 2     | 20 ian | Unley – Stirling                        | etapă valonată     | 132           | Jay McCarthy  | Jay McCarthy   |
| 3     | 21 ian | Glenelg – Campbelltown, New South Wales | etapă valonată     | 139           | Simon Gerrans | Simon Gerrans  |
| 4     | 22 ian | Norwood – Victor Harbor                 | etapă valonată     | 138           | Simon Gerrans | Simon Gerrans  |
| 5     | 23 ian | McLaren Vale – Willunga                 | etapă intermediară | 151,5         | Richie Porte  | Simon Gerrans  |
| 6     | 24 ian | Adelaide – Adelaide                     | etapă de plat      | 90            | Caleb Ewan    | Simon Gerrans  |

## Legături externe
- Site web oficial